# Rui Maia (atleta)
Rui Maia (nascido em 23 de dezembro de 1925) é um velocista português. Ele competiu nos 100 metros masculinos nos Jogos Olímpicos de Verão de 1952.